# Tri Nations 2006 (Rugby League)
Die Tri Nations 2006 waren die vierte Ausgabe des Rugby-League-Turniers Tri Nations und wurden in Australien und Neuseeland ausgetragen. Im Finale gewann Australien in der Verlängerung 16:12 gegen Neuseeland und gewann die Tri Nations damit zum dritten Mal. 2006 fand die letzte Ausgabe der Tri Nations statt, da diese danach durch die Four Nations ersetzt wurden.

## Austragungsorte
| Stadt        | Stadion             | Kapazität |
| ------------ | ------------------- | --------- |
| Auckland     | Mount Smart Stadium | 30.000    |
| Brisbane     | Suncorp Stadium     | 52.500    |
| Christchurch | Jade Stadium        | 38.628    |
| Melbourne    | Telstra Dome        | 56.347    |
| Sydney       | Aussie Stadium      | 43.000    |
| Wellington   | Westpac Stadium     | 34.500    |

## Tabelle
|     | Team                   | Spiele | Siege | Unent. | Ndlg. | Spiel- punkte | Diff. | Tabellen- punkte |
| --- | ---------------------- | ------ | ----- | ------ | ----- | ------------- | ----- | ---------------- |
| 01. | Australien             | 4      | 3     | 0      | 1     | 95:66         | + 29  | 6                |
| 02. | Neuseeland             | 4      | 2     | 0      | 2     | 85:68         | + 19  | 4                |
| 03. | Vereinigtes Königreich | 4      | 1     | 0      | 3     | 51:97         | - 46  | 2                |

### Ergebnisse
| 14. Oktober 20:00 | Neuseeland     | 18 : 30 | Australien | Mount Smart Stadium, Auckland Zuschauer: 17.887 Schiedsrichter: Ashley Klein |
| 14. Oktober 20:00 | (6:20) Bericht |         |            | Mount Smart Stadium, Auckland Zuschauer: 17.887 Schiedsrichter: Ashley Klein |

| 21. Oktober 20:00 | Australien    | 20 : 15 | Neuseeland | Telstra Dome, Melbourne Zuschauer: 30.732 Schiedsrichter: Ashley Klein |
| 21. Oktober 20:00 | (6:4) Bericht |         |            | Telstra Dome, Melbourne Zuschauer: 30.732 Schiedsrichter: Ashley Klein |

| 28. Oktober 20:00 | Neuseeland    | 18 : 14 | Vereinigtes Königreich | Jade Stadium, Christchurch Zuschauer: 17.005 Schiedsrichter: Paul Simpkins |
| 28. Oktober 20:00 | (6:2) Bericht |         |                        | Jade Stadium, Christchurch Zuschauer: 17.005 Schiedsrichter: Paul Simpkins |

| 4. November 20:00 | Australien    | 12 : 23 | Vereinigtes Königreich | Aussie Stadium, Sydney Zuschauer: 24.953 Schiedsrichter: Ashley Klein |
| 4. November 20:00 | (6:6) Bericht |         |                        | Aussie Stadium, Sydney Zuschauer: 24.953 Schiedsrichter: Ashley Klein |

| 11. November 20:00 | Neuseeland     | 34 : 4 | Vereinigtes Königreich | Westpac Stadium, Wellington Zuschauer: 16.401 Schiedsrichter: Paul Simpkins |
| 11. November 20:00 | (16:4) Bericht |        |                        | Westpac Stadium, Wellington Zuschauer: 16.401 Schiedsrichter: Paul Simpkins |

| 18. November 20:00 | Australien     | 33 : 10 | Vereinigtes Königreich | Suncorp Stadium, Brisbane Zuschauer: 44.358 Schiedsrichter: Paul Simpkins |
| 18. November 20:00 | (18:4) Bericht |         |                        | Suncorp Stadium, Brisbane Zuschauer: 44.358 Schiedsrichter: Paul Simpkins |

## Finale
| 25. November 20:00 | Australien                                                                     | 16 : 12 n. V.  | Neuseeland                                            | Aussie Stadium, Sydney Zuschauer: 27.325 Schiedsrichter: Ashley Klein |
| 25. November 20:00 | Versuche: Tate, Lockyer Erhöhungen: Thurston (1/1) Straftritte: Thurston (3/3) | (10:6) Bericht | Versuche: Pritchard, Soliola Straftritte: Jones (2/2) | Aussie Stadium, Sydney Zuschauer: 27.325 Schiedsrichter: Ashley Klein |

| 1                  | Karmichael Hunt    |
| 2                  | Brent Tate         |
| 3                  | Mark Gasnier       |
| 4                  | Justin Hodges      |
| 5                  | Greg Inglis        |
| 6                  | Darren Lockyer     |
| 7                  | Johnathan Thurston |
| 8                  | Brent Kite         |
| 9                  | Cameron Smith      |
| 10                 | Petero Civoniceva  |
| 11                 | Nathan Hindmarsh   |
| 12                 | Andrew Ryan        |
| 13                 | Luke O’Donnell     |
| Auswechselspieler: |                    |
| 14                 | Willie Mason       |
| 15                 | Mark O’Meley       |
| 16                 | Shaun Berrigan     |
| 17                 | Anthony Tupou      |

| 1                  | Brent Webb       |
| 2                  | Shontayne Hape   |
| 3                  | Iosa Soliola     |
| 4                  | Steve Matai      |
| 5                  | Manu Vatuvei     |
| 6                  | Nigel Vagana     |
| 7                  | Stacey Jones     |
| 8                  | Ruben Wiki       |
| 9                  | Dene Halatau     |
| 10                 | Roy Asotasi      |
| 11                 | David Kidwell    |
| 12                 | Simmon Mannering |
| 13                 | David Fa'alogo   |
| Auswechselspieler: |                  |
| 14                 | Motu Tony        |
| 15                 | Nathan Cayless   |
| 16                 | Adam Blair       |
| 17                 | Frank Pritchard  |